# La Torre de Can Pi
La Torre de Can Pi o Torre de Mas Galter és una torre de defensa en desús de Santa Susanna (Maresme) declarada bé cultural d'interès nacional.

## Descripció
La torre està situada a la plana alta del terme de Santa Susanna, molt a prop del petit nucli urbà actual i no gaire lluny de Can Ratés i Can Bonet. Aquesta torre és més antiga que les altres del terme, construïdes entre els segles xvi i xvii. És una torre de defensa circular lleugerament atalussada, adossada a un mas que perdé les finestres gòtiques del segle xiv en una restauració.